# Phyciodes marcia
Phyciodes marcia är en fjärilsart som beskrevs av Edwards 1868. Phyciodes marcia ingår i släktet Phyciodes och familjen praktfjärilar. Inga underarter finns listade i Catalogue of Life.